# Sycetta asconoides
Sycetta asconoides är en svampdjursart som beskrevs av Breitfuss 1896. Sycetta asconoides ingår i släktet Sycetta och familjen Sycettidae. Inga underarter finns listade i Catalogue of Life.